# 화석화각공주
화석화가공주 아이신기오로씨 (和碩和恪公主, 1758년 8월 17일 ~ 1780년 12월 14일)는 건륭제의 9번째 딸이자, 효의순황후 위가씨의 딸이다. 청나라의 황녀들 중에서 유일하게 어머니가 추존황후이지만, 고륜공주로 봉해지지 못한 자녀이다.

## 생애
건륭 23년 7월 14일에 태어났다. 건륭 29년 6월 4일, 신빈 배이갈사씨가 사망했다. 신빈이 죽자, 9공주와 영황의 장남인 면덕이 입상하였다. 건륭 36년 (1771년) 12월, 화석화각공주로 봉해졌다. 그녀는 청나라의 황녀들 중에 유일하게 어머니가 황후에 추존되고 성년이 되었지만, 고륜공주로 승격하지 못한, 유일한 공주이다.
건륭 29년 (1764년), 조혜가 베이징에서 병사하였다. 건륭제가 친히 그 집에 가서 술을 사례하며 제사를 지내는 중, 화각공주를 찰란태에 하가하는 것을 허락하였다. 건륭 37년 8월, 정식으로 협찬대학사, 1등무의무용공 조혜의 아들인 오아 찰란태에 하가했고, 자녕궁에서 연회를 열었다. 내무부도 공주의 양어머니인 서비가 거처하던 영수궁에 양 10마리, 술 10병을 비치하였으나, 건륭제, 황태후만 참석하였다. 서비는 열하행궁에 있었기 때문에 참석하지 않았다. 화석화각공주는 경성에 거주했기 때문에 혼수품 중 장부와 수레, 낙타, 차양막 등이 건륭제에게 돌아갔다. 이러한 감축은 사실 공주의 예를 삭감하고 작성한 것으로, 기존 ㅈ도에 대한 파괴로, 공주의 혼수는 건륭제의 다른 공주들의 최저치였으나, 건륭제때부터 많은 공주들이 경성에 거주했기 때문에, 경중이 필요로 하는 혼수들은 다시 적용되지 않게 되었다. 지참장 정례는 현실에 맞게 변경되었다.
건륭 38년 10월, 딸 하나를 낳았다. 건륭 39년 경귀비 육씨가 북소화원에서 사망하였다. 경귀비가 죽자, 화각공주와 황제의 15남 영염이 입상하였다. 건륭 45년 11월 19일, 어의들이 전력을 다했지만, 화각공주는 폐결핵으로 23살의 젊은 나이로 세상을 떠났다. 침상용 자재 은수는 총 11,674냥으로, 원래 예산의 11,478냥보다 195냥 더 많았다. 요구사항은 씀씀이는 허락되지 않고, 원래 추산한 은량에서 모두 처리하였는데, 원침의 규모와 비용은 건륭의 양녀인 화석화완공주보다 낮았다. 건륭 46년 2월 3일, 건륭제는 그녀의 딸을 궁으로 데리고 와 양육하며, 원칙인 단칙문이 아닌 익곤궁에 거주하게 하였다. 화각공주가 남긴 유산도 건륭제에 의해 봉인 되어 딸의 혼수가 되었다. 건륭 47년 7월, 건륭제는 외손녀의 약혼을 결정하고, 코르친탁리극도친왕 공게라부탄의 아들 1등대 길림친돌제를 외손녀의 사위로 결정하였다.